# Castagnède (Alto Garona)
Castagnède (em occitano:  Castanheda) é uma comuna francesa na região administrativa da Occitânia, no departamento do Alto Garona. Estende-se por uma área de 3.32 km², com 190 habitantes, segundo o censo de 2018, com uma densidade de 57 hab/km².